# Conférence des évêques du Sénégal, de la Mauritanie, du Cap-Vert et de Guinée-Bissau
La Conférence des évêques du Sénégal, de la Mauritanie, du Cap-Vert et de Guinée-Bissau est une conférence épiscopale multi-nationale de l’Église catholique qui rassemble l’ensemble des ordinaires du Sénégal, de la Mauritanie, du Cap-Vert et de Guinée-Bissau.
Elle est membre de la Conférence épiscopale régionale de l’Afrique de l’Ouest (RECOWA-CERAO) et du Symposium des conférences épiscopales d’Afrique et de Madagascar, (SECAM-SCEAM). Son président est après 2020 le cardinal cap-verdien Arlindo Gomes Furtado.

## Membres

### Conférence plénière
La conférence se réunit deux fois par an.

### Présidents
Le président de la conférence est en 2023 Arlindo Gomes Furtado, cardinal et évêque de Santiago du Cap-Vert, depuis le 15 novembre 2020.
Il y a précédemment eu :
- Hyacinthe Thiandoum, archevêque de Dakar, fait cardinal pendant son mandat, de 1970 à 1987 ;
- Théodore-Adrien Sarr, évêque de Kaolack puis archevêque de Dakar, devenu ensuite cardinal, de 1987 à 2005 ;
- Jean-Noël Diouf (de), évêque de Tambacounda, de 2005 à octobre 2012 ;
- Benjamin Ndiaye, évêque de Kaolack puis archevêque de Dakar, d’octobre 2012 au 18 novembre 2017 ;
- José Câmnate na Bissign (it), évêque de Bissau (en), du 18 novembre 2017 au 15 novembre 2020, quelques mois après sa démission[6].

### Vice-présidents
Le vice-président est en 2023 Paul Abel Mamba, évêque de Tambacounda, secondé d’André Gueye, évêque de Thiès et administrateur apostolique de Saint-Louis du Sénégal, tous deux élus le 18 novembre 2017.

### Secrétaires généraux
Le secrétaire général est en 2023 le frère Augustin Thiaw.

## Sanctuaires
La conférence a, en 2023, désigné un sanctuaire national, le sanctuaire national de Popenguine, qui comprend la basilique Notre-Dame-de-la-Délivrande et divers autres bâtiments, à Popenguine-Ndayane au Sénégal.